# Hamilton (Nowa Zelandia)

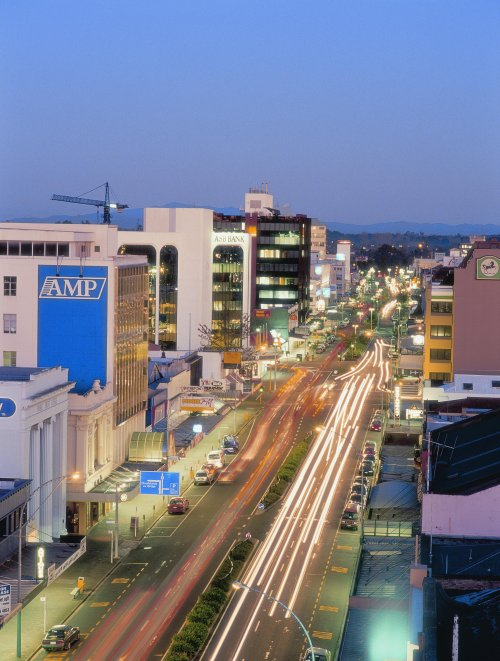
Ulica Victoria Street w Hamiltonie

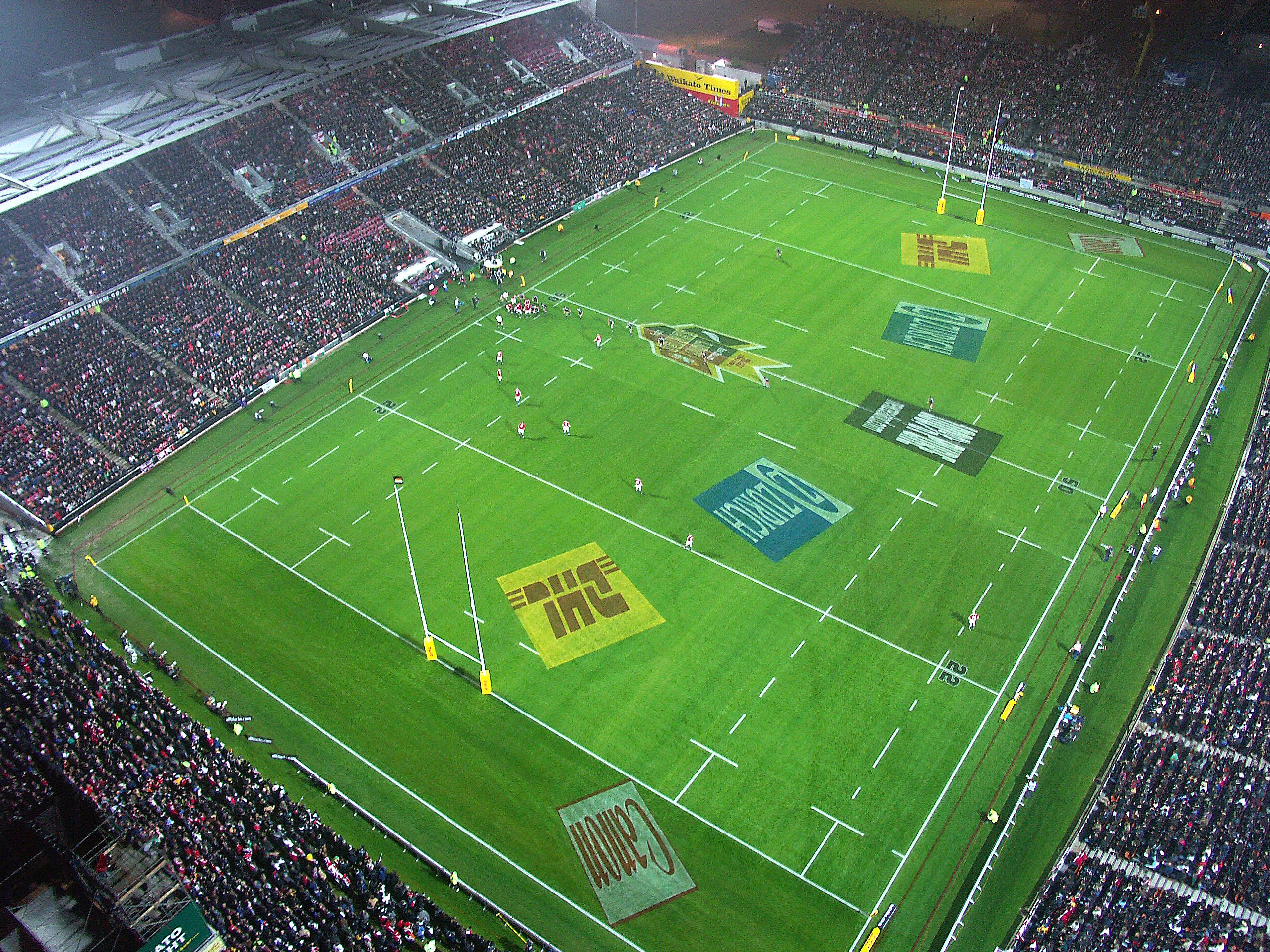
Stadion Waikato Stadium w Hamiltonie

Hamilton (maor. Kirikiriroa) – miasto w Nowej Zelandii, położone na Wyspie Północnej, nad rzeką Waikato. Ok. 153 tys. mieszkańców (czwarte co do wielkości miasto w tym kraju). 
Hamilton ma silnie rozwinięty przemysł spożywczy (znajduje się tam jedna z największych na świecie fabryk mleka sproszkowanego). Ponadto miasto jest znane z produkcji maszyn rolniczych. W mieście znajduje się Uniwersytet Waikato (zał. 1964) oraz politechnika (1986)..

## Miasta partnerskie[2]
- Sacramento, USA
- Saitama, Japonia
- Wuxi, Chiny
- Chengdu, Chiny